# Bréville-sur-Mer
Bréville-sur-Mer település Franciaországban, Manche megyében. Lakosainak száma 785 fő (2022. január 1.). Bréville-sur-Mer Coudeville-sur-Mer, Donville-les-Bains és Longueville községekkel határos.

## Népesség
A település népességének változása:
| Lakosok száma | 332  | 570  | 530  | 812  | 795  | 785  | 778  | 771  | 779  | 785  |
|               | 1968 | 1982 | 1990 | 2006 | 2013 | 2015 | 2017 | 2019 | 2020 | 2022 |